# Hermann Keller (Politiker)
Hermann Keller (* 1945; † 3. Oktober 2007 in Buchberg, Kanton Schaffhausen) war ein Schweizer Politiker (SP).
Keller ist als Sohn eines Bauern in Buchberg aufgewachsen, wo er zeit seines Lebens auch wohnte. Mit zwanzig Jahren wurde er Gemeinderat in Buchberg. Später war er im Kantonsrat des Kantons Schaffhausen. Von 1985 bis 2004 gehörte Keller dem Regierungsrat an; zuerst leitete er das Departement des Innern, ab 1999 das Finanzdepartement.
| Personendaten    | Personendaten            |
| ---------------- | ------------------------ |
| NAME             | Keller, Hermann          |
| KURZBESCHREIBUNG | Schweizer Politiker (SP) |
| GEBURTSDATUM     | 1945                     |
| STERBEDATUM      | 3. Oktober 2007          |
| STERBEORT        | Buchberg                 |